# Sinterklaaslied

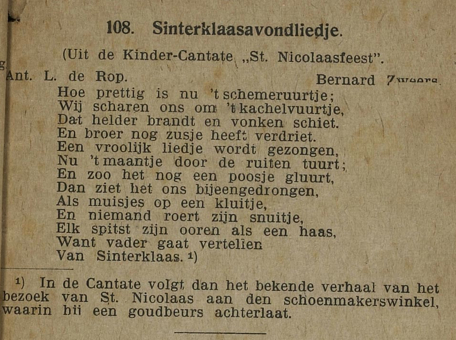
Partitura del sinterklaaslied: Hoe prettig is nu 't schemeruurtje - "Qué agradable es ahora el crepúsculo" (de A.L. de Rop, aproximadamente alrededor de 1900)

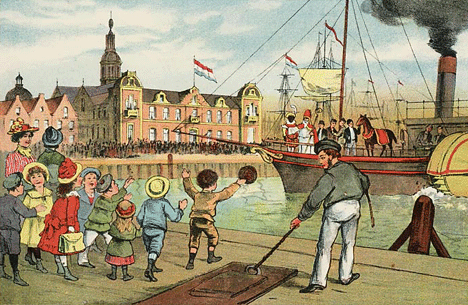
Llegada de Sinterklaas y Pedrito (en: J. Schenkman, St. Nikolaas en zijn knecht ("San Nicolás y su Paje"), 1905).

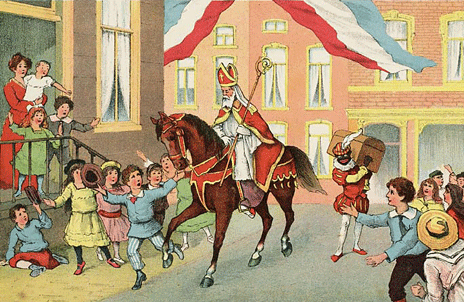
Intocht (Entrada) de Sint y Pedrito (en: J. Schenkman, St. Nikolaas en zijn knecht ("San Nicolás y su Paje"), 1905).

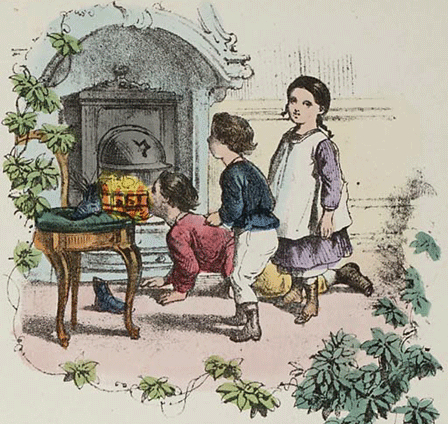
Tres niños ponen sus zapatos junto a la chimenea y cantan una canción de sinterklaas (en: Hopsasa: knie- en bakerdeuntjes uit de oude doos, 1873).

Un sinterklaaslied (también sintlied; en plural, sinterklaasliedjes o sintliedjes) es una canción (lied, en holandés) que se canta en el período previo a la Fiesta de Sinterklaas (abreviadamente, Sint). Especialmente los niños los cantan durante la entrada (intocht, en holandés) de Sinterklaas, durante las visitas de Sinterklaas (por ejemplo, en la escuela o en las tiendas), en la puesta de zapatos (zetten van hun schoen) y a principios de la Noche de los Regalos (también denominada Noche de los Paquetes, pakjesavond, la noche de la víspera de San Nicolás).
Aunque las canciones se pueden encontrar hoy en día en libros y en grabaciones sonoras (discos de vinilo, CDs) y se pueden escuchar en la radio y la televisión, se transmiten principalmente por vía oral (de abuelos y padres a hijos, de los niños mayores a los niños más pequeños y de los maestros en la escuela) y están todavía activos en la tradición de la práctica del canto.
Los sinterklaaslied más antiguos que se han conservado en cancioneros, datan del siglo XVI. Al principio, eran especialmente cantos sagrados sobre el santo obispo, Nicolás de Myra. Las gran mayoría de las canciones clásicas cantadas tradicionalmente en el siglo XXI, proceden del siglo XIX y la primera mitad del siglo XX. Aparte de algunas canciones populares de la tradición oral, se trata de canciones de letristas como J.P. Heije, Jan Schenkman, Katharina Leopold, Simon Abramsz, Antoinette van Dijk y Herman Broekhuizen.

## Sinterklaaslied conocidos

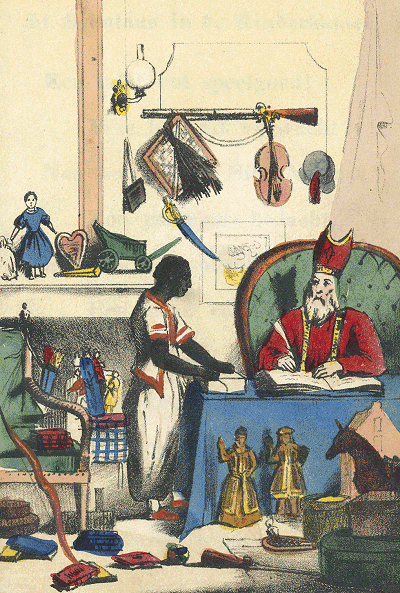
Sint Nicolaas y su paje (en: J. Schenkman, St. Nikolaas en zijn knecht (San Nicolás y su sirviente), 1850). La imagen más antigua del ayudante de Sint.

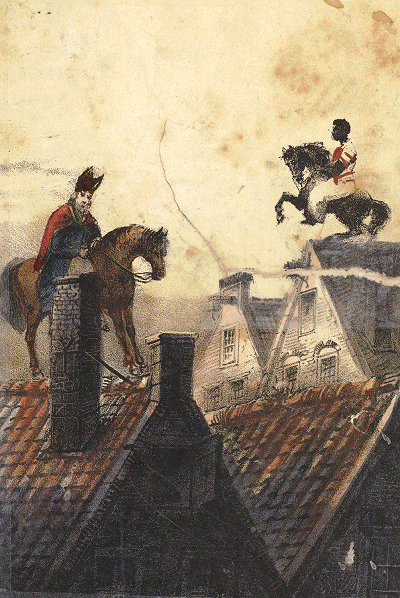
Sint con su ayudante en el tejado (en: J. Schenkman, St. Nikolaas y su sirviente, 1850).

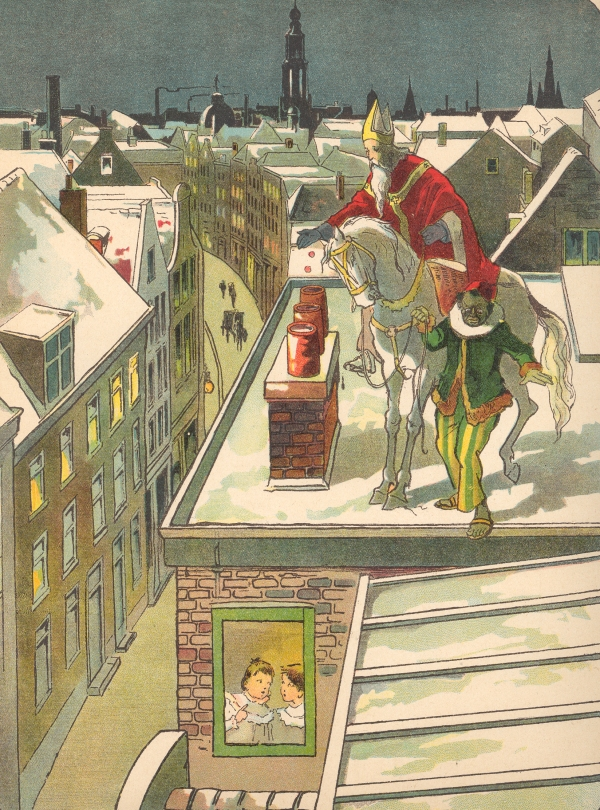
Sinterklaas lanza golosinas por la chimenea (en J. Schenkman, San Nicolás y su sirviente, aprox 1907).

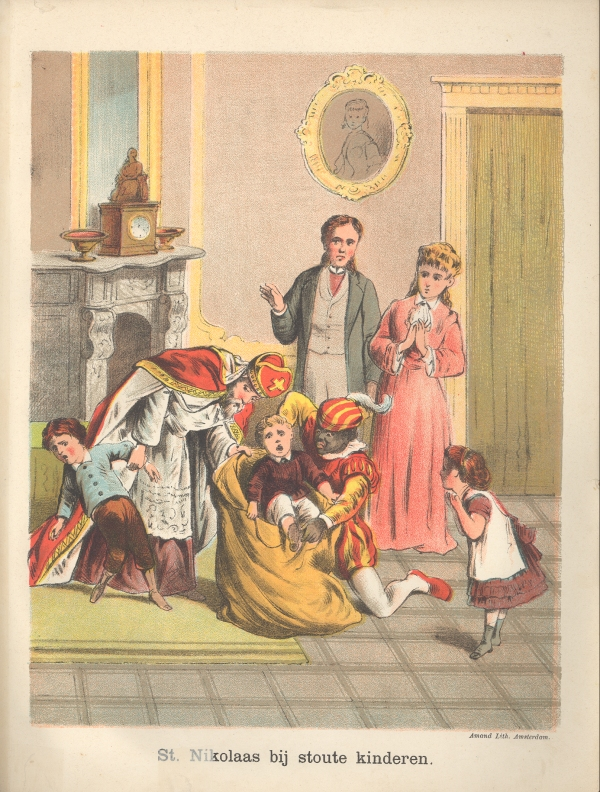
Sint y Pedrito meten a los niños traviesos en el saco (en: J. Schenkman, St. Nikolaas en zijn knecht, aprox. 1885).

La siguiente lista de canciones, son sinterklaaslied tradicionales de los siglos XIX, XX y XXI, que se cantan en la actualidad. Se trata de canciones populares que se han registrado en el siglo XIX y que han surgido popularmente o que no se conoce su autor; así como las canciones que han aparecido en los libros de canciones. 
Las canciones se enumeran en la tabla alfabéticamente por la primera línea (incipit). Las canciones populares se distinguen generalmente basado en la línea de partida, no el título. Haciendo clic en el triángulo en la parte superior de una columna, la lista se puede ordenar opcionalmente también alfabéticamente por autor / compositor o cronológicamente.
En algunas canciones se indica la fuente más antigua conocida es una colección. Las fuentes on más años indican la antigüedad de la canción.
Consulte para obtener descripciones del título completo en las "fuentes", en la parte inferior de este artículo, bajo el título "cancioneros".
| Primera línea                                                                     | Autor                            | Compositor                                      | Fuente conocida más antigua                                                                              | Detalles |
| --------------------------------------------------------------------------------- | -------------------------------- | ----------------------------------------------- | --- | --- |
| Daar is een stoomboot aangekomen / al over de grote zee                           | zz daar is !                     | zz daar is !                                    | Vroolijk St. Nicolaas-feest, verz. door Almoes (192x)                                                    | |
| Daar staat bij de kachel een schoentje / daar klinkt door de schoorsteen een lied | H. Blaauw                        | K.J. Tol                                        | St. Nicolaasliedjes, verz. door Van Pelt en Boon (1926)                                                  | |
| Daar wordt aan de deur geklopt / zacht geklopt, hard geklopt                      | zz daar wo !                     | zz daar wo !                                    | Vroolijk St. Nicolaas-feest, verz. door Almoes (192x)                                                    | Op de melodie van 'O du lieber Augustin'. |
| Dag Sinterklaasje / dag dag                                                       | zz dag !                         | zz dag !                                        | 2000 dag si !                                                                                            | Als welkomstlied onderdeel van 'Wees welkom vandaag in ons midden', maar wordt ook los gezongen. Ook afscheidslied, zie ook 'Dank Sinterklaasje'. |
| Dank Sinterklaasje / dank dank                                                    | zz dank !                        | zz dank !                                       | 2000 dank si !                                                                                           | Op de melodie van 'Dag Sinterklaasje'. |
| De zak van Sinterklaas / Sinterklaas, Sinterklaas                                 | zz de zak !                      | zz de zak !                                     | Vroolijk St. Nicolaas-feest, verz. door Almoes (192x)                                                    | |
| Goedenavond Sinterklaasje / goedenavond Zwarte Piet                               | zz goed !                        | zz goed !                                       | 2000 goeden !                                                                                            | |
| Hij komt, hij komt / die lieve goede Sint                                         | Katharina Leopold                | Leopold hij !                                   | Sint Nikolaas, twaalf versjes met melodieën (1898)                                                       | Op de melodie van: "Fröhlicher Landmann" van Robert Schumann.                                                                                     |
| Hoor de wind waait door de bomen / hier in huis zelfs waait de wind               | zz hoor de !                     | zz hoor de !                                    | Vroolijk St. Nicolaas-feest, verz. door Almoes (192x)                                                    | |
| Hoor wie stopt daar kind'ren / hoor wie klopt daar kind'ren                       | zz hoor wie !                    | zz hoor wie !                                   | 2000 hoor wie !                                                                                          | Onderdeel van 'Hoor de wind', maar wordt ook los gezongen.                                                                                        |
| Hop, hop, hop / we zitten nu rechtop                                              | zz hop !                         | zz hop !                                        | Vroolijk St. Nicolaas-feest, verz. door Almoes (192x)                                                    | |
| Jongens heb je 't al vernomen / tra la la li, ti ra la la la                      | Katharina Leopold                | Leopold jong !                                  | Sint Nikolaas, twaalf versjes met melodieën (1898)                                                       | Op de melodie van 'Ihren Schafer zu erwarten'. |
| Mijn zusje kreeg van Sinterklaas / twee emmertjes van blik                        | H. Bruining                      | T.E. Halbertsma                                 | Kun je nog zingen, zing dan mee! (voor jonge kinderen), verz. door Veldkamp en Boer (1950; 1e druk 1914) | |
| Moek', als Sinterklaasje komt / wil een pop hem vragen                            | zz moek !                        | zz moek !                                       | 2000 moek als !                                                                                          | |
| O, kom er eens kijken / wat ik in mijn schoentje vind                             | Leopold hij\|Katharina Leopold}} | Leopold o kom !                                 | Sint Nikolaas, twaalf versjes met melodieën (1898)                                                       | Melodie gaat terug op: 'Freut euch des Lebens' van H.G. Nägeli.                                                                                   |
| Och moeke, hoor eens even / een pop had ik zo graag                               | H. Bruining                      | H.J. den Hertog                                 | 25 liedjes om op het gehoor te zingen (1900)                                                             | |
| Op de hoge, hoge daken / rijdt de bisschop met zijn knecht                        | Simon Abramsz                    | zz al !                                         | Van Sinterklaas en Pieterbaas (1911)                                                                     | Op de melodie van: 'Zie, de maan schijnt door de bomen'.                                                                                          |
| Piet heeft gesnoept van de pepernoten / Piet heeft gesnoept van het suikergoed    | Herman Broekhuizen               | Herman Broekhuizen                              | ca. 1946-1975                                                                                            | Voor het radioprogramma Kleutertje luister (1946-1975).                                                                                           |
| Piet op het dak, Piet op het dak / Piet met de zak op het dak                     | zz piet op !                     | zz piet op !                                    | 2000 piet op !                                                                                           | |
| Rommeldebommel, wat een gestommel / hoor ik me daar op de zolder                  | zz rom !                         | zz rom !                                        | St. Nicolaasliedjes, verz. door Van Pelt en Boon (1926)                                                  | |
| Sinterklaas, die goede heer / komt hier alle jaren weer                           | zz sint die !                    | zz sint die !                                   | In doaze fol alde snypsnaren, verz. door Dykstra (1882)                                                  | |
| Sinterklaas, goed heiligman / trek je beste tabberd an                            | zz sint goed !                   | zz sint goed !                                  | De Navorscher (jrg. 01, 1851)                                                                            | Opgetekend uit mondelinge overlevering. |
| Sinterklaas heeft zorgen / grote zware zorgen                                     | Herman Broekhuizen               | zz sint heeft !                                 | 8 Sinterklaasliedjes (1972)                                                                              | Onder de titel 'De beat van Piet'. |
| Sinterklaas is jarig / 'k zet mijn schoen vast klaar                              | W.F. Oostveen                    | G.C. Weeren                                     | Vroolijk St. Nicolaas-feest, verz. door Almoes (192x)                                                    | |
| Sinterklaas kapoentje / gooi wat in mijn schoentje                                | zz sint kap !                    | zz sint kap !                                   | De Navorscher (jrg. 01, 1851)                                                                            | Opgetekend uit mondelinge overlevering. |
| Sinterklaas, zegt moe / houdt van zoet, zegt moe                                  | Katharina Leopold                | Leopold sint zegt !                             | Sint Nikolaas, twaalf versjes met melodieën (1898)                                                       | Op de melodie van 'In Berlin, sagt' er'. |
| Sinterklaasje, bonne bonne bonne / gooi wat in mijn lege, lege tonne              | zz sint bon !                    | zz sint bon !                                   | De Navorscher (jrg. 01, 1851)                                                                            | Opgetekend uit mondelinge overlevering. |
| Sinterklaasje, kom maar binnen met je knecht / want we zitten allemaal even recht | zz sint kom !                    | zz sint kom !                                   | St. Nicolaasliedjes, verz. door Van Pelt en Boon (1926)                                                  | |
| Vijf december, vijf december / ha, dat is de blijde dag                           | Antoinette van Dijk              | zz vijf !                                       | St. Nicolaasliedjes, verz. door Van Pelt en Boon (1926)                                                  | |
| Wees welkom vandaag in ons midden / ziet, uw zetel staat al klaar                 | Antoinette van Dijk              | zz wees !                                       | St. Nicolaasliedjes, verz. door Van Pelt en Boon (1926)                                                  | Op de melodie van: 'O Winter, schlimmer Winter' van F. Mendelssohn Bartholdy.                                                                     |
| Welkom, welkom Sinterklaas / wat fijn dat u weer bent gekomen                     | Fons van Loosdrecht              | Wim Voogd                                       | ca. 1980                                                                                                 | |
| Wie komt er alle jaren / daar weer uit Spanje varen                               | Fred Berens                      | Nelly van der Linden van Snelrewaard-Boudewijns | Kinderleven, bundel 5 (2e dr. 1918; 1e dr. ca. na 1900)                                                  | |
| Zachtjes gaan de paardevoetjes / trippel trappel trippel trap                     | Simon Abramsz                    | zz zacht !                                      | Van Sinterklaas en Pieterbaas (1911)                                                                     | In de eerste drukken luidt de beginregel: 'Zoetjes gaan (...)'.                                                                                   |
| Zie, de maan schijnt door de bomen / makkers staakt uw wild geraas                | J.P. Heije                       | J.J. Viotta                                     | Kinderliederen (1845)                                                                                    | |
| Zie, ginds komt de stoomboot / uit Spanje weer aan                                | Jan Schenkman                    | zz zie g !                                      | Sint Nikolaas en zijn knecht (ca. 1850)                                                                  | Op de melodie van: Im Märzen der Bauer. Dit is de oudste liedtekst met een vermelding van een zwarte knecht.                                      |
| Zwarte Piet ging uit fietsen / toen knapte zijn band                              | zz zwart ging !                  | zz zwart ging !                                 | 2000 zwarte piet ging !                                                                                  | Op de melodie van: 'Zie, ginds komt de stoomboot'.                                                                                                |
| Zwarte Piet, wiede wiede wiet / ik hoor je wel, maar ik zie je niet               | Herman Broekhuizen               | Herman Broekhuizen                              | ca. 1946-1975                                                                                            | Voor het radioprogramma Kleutertje luister (1946-1975).                                                                                           |
| Zwarte Zwarte Piet / wat laat je mij weer schrikken                               | Herman Broekhuizen               | Herman Broekhuizen                              | ca. 1946-1975                                                                                            | Voor het radioprogramma Kleutertje luister (1946-1975).                                                                                           |

### Literatura
- Henk van Benthem, Sint-Nicolaasliederen: oorspronkelijke teksten en melodieën (geheel herziene druk: Leidschendam, 2009; 1e druk 1991)
- Erik Bosgraaf, 'Apollo's Giften': een serie wereldlijke liedboeken uit het midden van de achttiende eeuw (Scriptie Universiteit Utrecht, 2006)
- A.P. van Gilst, Sinterklaas en het Sinterklaasfeest: Geschiedenis en folklore (Veenendaal, 1969)
- Marita Kruijswijk en Marian Nesse, Nederlandse jaarfeesten en hun liederen door de eeuwen heen (Hilversum, 2004)

### Cancioneros
- Simon Abramsz, Van Sinterklaas en Pieterbaas: twaalf sinterklaasliedjes met pianobegeleiding (Zutphen, 1911). Derde druk van 1926 online raadpleegbaar.
- Herman Broekhuizen, 8 Sinterklaasliedjes (1972)
- H. Bruining en H.J. den Hertog, 25 liedjes om op het gehoor te zingen (Dockum, 1900)
- J.P. Heije, Kinderliederen (1845). Muziek van o.a. J.J. Viotta. Het verzameld werk Al die kinderliederen van 1861 online raadpleegbaar.
- Katharina Leopold, Sint Nikolaas, twaalf versjes met melodieën (Groningen, 1898)
- Nelly van der Linden van Snelrewaard-Boudewijns, Kinderleven, bundel 5 (2e dr. 1916; 1e dr. ca. na 1900). Teksten van o.a. Fred Berens
- Jan Schenkman, Sint Nikolaas en zijn knecht (Amsterdam, ca. 1850). Ook derde druk van 1905 online raadpleegbaar.
- Een mandje vol amandelen: een bundel liedjes voor kleuters en jonge kinderen, samengesteld door W.J. Stam-van der Staay (Amsterdam, 1963)
- In doaze fol alde snypsnaren, verzameld door W. Dykstra en T.G. van der Meulen (Franeker, 1882)
- Kun je nog zingen, zing dan mee! (voor jonge kinderen), samengesteld door J. Veldkamp en K. de Boer (Groningen 1950; 1e druk 1914)
- St. Nicolaasliedjes met pianobegeleiding, bijeengebracht door R.A. van Pelt en J.H. Boon (Den Haag, 1926)
- Vroolijk St. Nicolaas-feest: 20 oude en nieuwe St. Nicolaas-liedjes, samengesteld door H.A. Almoes (Amsterdam 192x)